# Parlange (plantation)
Pour les articles homonymes, voir Parlange.
La plantation Parlange est une des plus anciennes plantations esclavagistes de Louisiane, fondée vers 1720 au bord de False River. Elle est un exemple classique d’une grande plantation coloniale française du Sud des actuels États-Unis.

## Historique

### Fondation de la plantation coloniale française

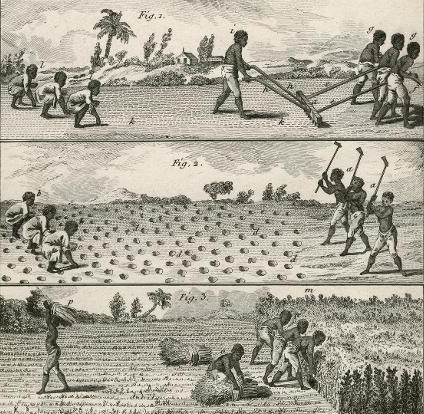
Esclaves cultivant l'indigo, vers 1770.

En 1720, le roi de France Louis XV octroie au colon français Vincent de Ternant († 1757), originaire de Dainville sur Meuse, 10 000 acres (40 km²) de terrain à Pointe-Coupée, au bord de False River, dans la colonie française de Louisiane. Celui-ci y établit une plantation d'indigo sur laquelle travaillent des centaines d'esclaves.
En 1750, il fait bâtir par ses esclaves la maison de maître dans le style colonial français.

### Passage de l'indigo à la canne à sucre et au coton

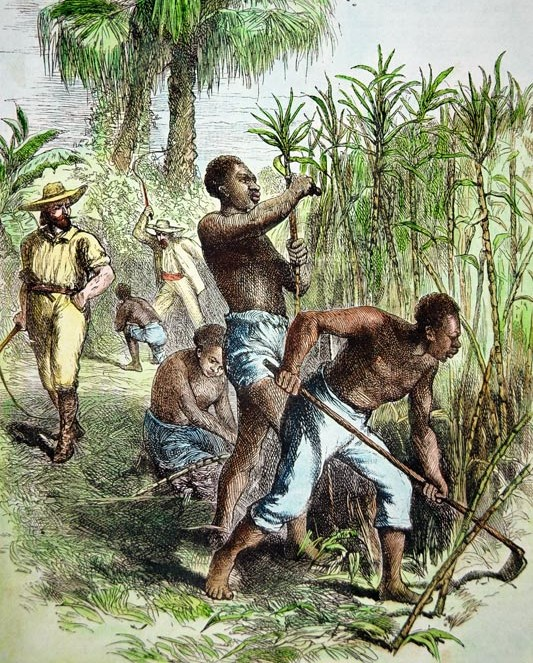
Plantation de canne à sucre.

Son fils Claude (1757-1818) hérite de l'immense plantation. Plus tard, il change la culture principale et qui passe de l'indigo à la canne à sucre et au coton.
Entre temps, la Louisiane devient une colonie espagnole (de 1762 à 1800). 
En 1784, Claude se marie avec Marie-Céleste Constance Lacour (1766-1837), avec qui il aura trois enfants. La plantation passe ensuite entre les mains de Claude de Ternant (1786-1842), petit-fils du fondateur.
Après un bref retour dans le giron français (1800-1803), la Louisiane est vendue par Napoléon aux États-Unis.

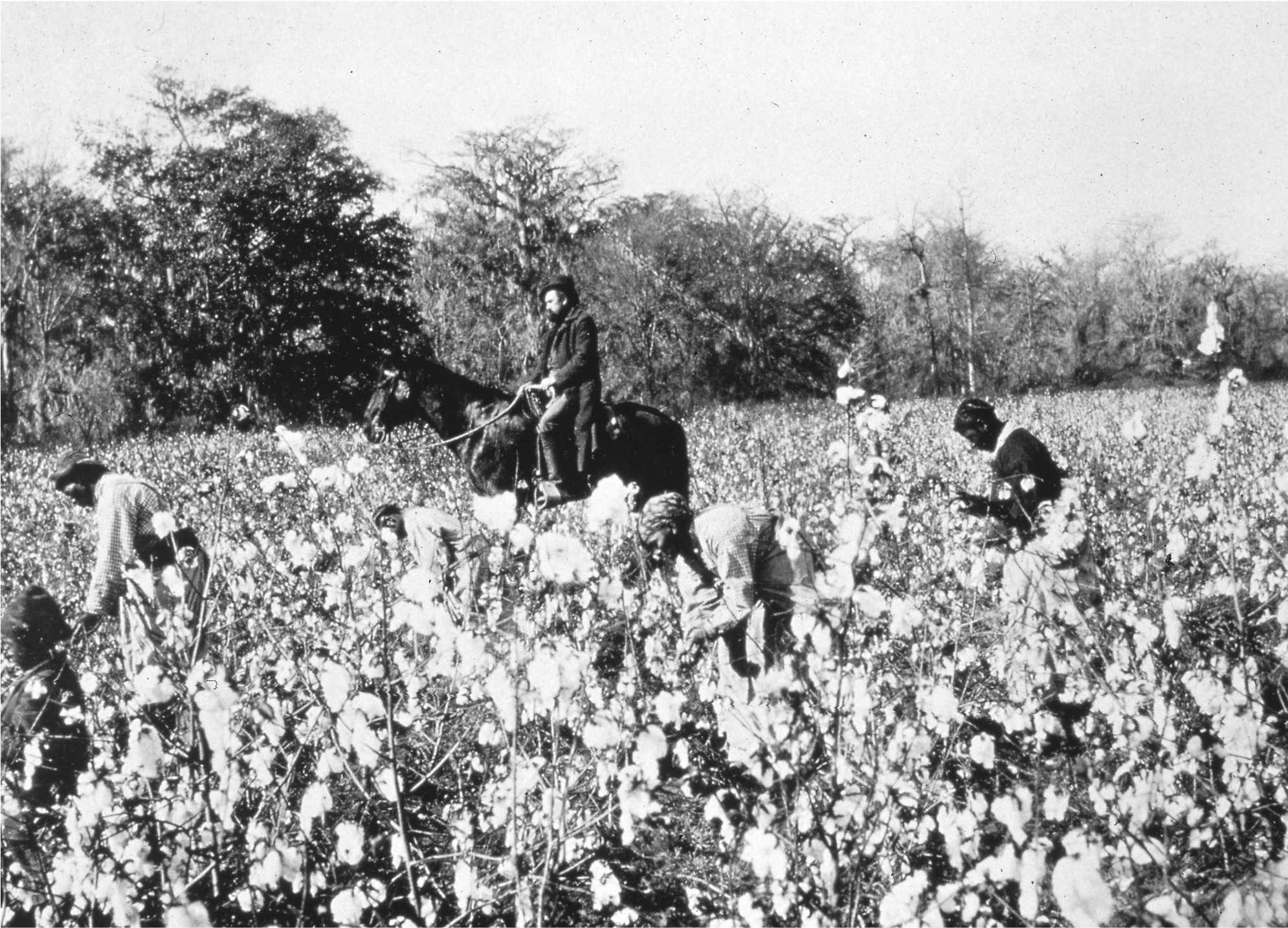
Esclaves dans une plantation de coton vers 1850.

À la mort de Claude en 1842, son fils Marius Vincent Ternant (1837-1861) reprend la plantation mais, décédé à l'âge de 24 ans, c'est sa mère Virginie Virginie (en) (1818-1887) qui récupère la vaste propriété avec son second mari, Charles Géraud Parlange (1812-1867), colonel français originaire de Bordeaux qui laisse son nom à la plantation.
Le recensement de 1860 indique la présence dans la plantation de 160 esclaves, logés dans 35 cases.

### Guerre de Sécession et abolition de l'esclavage
Pendant la guerre de Sécession (1861-1865), la Louisiane rejoint la Confédération qui soutient le maintien de l'esclavage. Les Français s’organisent alors en milice, en dépit de l’interdiction de Paris.
À l'approche des soldats nordistes de l’Union, Virginie de Ternant s’empresse de faire enterrer son or et ses bijoux à trois endroits différents par des esclaves de confiance. Une partie de cette fortune de plusieurs millions de dollars reste encore introuvable dans les jardins de la plantation.
Virginie met ensuite la plantation et sa demeure à la disposition des soldats de l’Union, sous les ordres du Général Nathaniel Banks, pour en faire leur quartier général. Puis, elle en fera de même pour les troupes sudistes des États confédérés du Général Richard Taylor. Cette décision de compromission permet à la villa d’échapper à la destruction.
À la suite de la victoire de l'Union en 1865, et de l'abolition de l'esclavage consécutive, la plantation décline.

### Gestion de la plantation par un régisseur

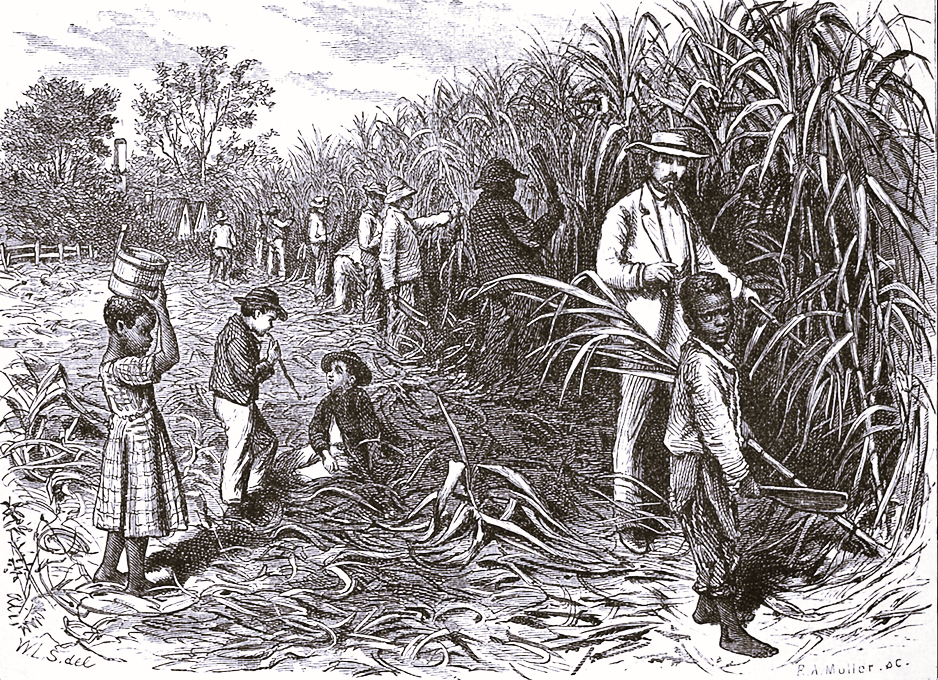
Plantation de canne à sucre en Louisiane en 1875.

À la mort de Virginie en 1887, le domaine est récupéré par le fils qu'elle a eu avec Charles Parlange, lui-même prénommé Charles (en) (1851-1907). Celui-ci connaîtra une brillante carrière comme sénateur de l’État de Louisiane, procureur de district, Lieutenant-Gouverneur, juge fédéral et finit Juge à la Cour suprême de Louisiane.
Installé avec son épouse à La Nouvelle-Orléans depuis le décès de sa mère Virginie, l'homme d'État Charles Parlange confie la plantation Parlange à un régisseur pendant plus de vingt ans.

### Le domaine au XXe siècle
C’est le fils de Charles, Walter Parlange (1886-1961), qui quitte La Nouvelle-Orléans et reprend une vie de planteur. Il ne reste alors plus que 1 500 acres (6 km²) de terre. La culture de la canne à sucre subvient toujours à l’entretien du domaine, que Walter ouvre aux visites.
La plantation Parlange est encore occupée par les descendants de Virginie de Ternant.

## Architecture
La plantation Parlange, fondée en 1720 au sud-est de la colonie française de Louisiane, est un exemple classique d’une grande plantation coloniale française du Sud des actuels États-Unis.

La maison des maîtres construite en 1750 est caractéristique des maisons de Louisiane à deux étages. Le rez-de-chaussée est bâti en briques avec des piliers en briques qui supportent la véranda du premier étage. La construction de la maison ainsi que les briques ont été faites par les esclaves de la plantation. Les murs extérieurs et intérieurs sont enduits d’un mélange de boue, de sable, de mousse espagnole, de poils d’animaux puis sont peints. Le rez-de-chaussée et le deuxième étage mansardé contiennent les pièces de service. Les cloisons intérieures, planchers et plafonds ont été construits en cyprès chauves qui formaient une forêt sur laquelle l’habitation a été construite. La maison était entourée d’un jardin à la française détruit pendant la Guerre civile américaine. Le jardin possède deux pigeonniers octogonaux, une garçonnière et un cimetière des animaux.

Demeure des maîtres.
Petit salon.
Fontaine.

## Littérature
La plantation Parlange ainsi que ses occupants, en particulier Virginie de Ternant (en), ont inspiré l'écrivain Maurice Denuzière pour sa célèbre saga historique Louisiane. On reconnait aisément dans les romans les lieux et les personnages évoqués.